# Nimit
Nimit ist ein selten vorkommendes Mineral aus der Mineralklasse der „Silikate und Germanate“ mit der chemischen Zusammensetzung (Ni,Mg,Al)6(Si,Al)4O10(OH)8 und damit ein Nickel-Magnesium-Aluminium-Silikat mit zusätzlichen Hydroxidionen. Die in den runden Klammern angegebenen Elemente Nickel, Magnesium und Aluminium beziehungsweise Silicium und Aluminium können sich in der Formel jeweils gegenseitig vertreten (Substitution, Diadochie), stehen jedoch immer im selben Mengenverhältnis zu den anderen Bestandteilen des Minerals. Strukturell gehört Nimit zu den Schichtsilikaten (Phyllosilikaten).
Nimit kristallisiert im monoklinischen Kristallsystem, konnte jedoch bisher nur in Form von unregelmäßigen Körnern bis etwa 0,5 Millimeter Größe in massigen Mineral-Aggregaten oder -gängen (auch Adern, englisch veins) gefunden werden. Das Mineral ist durchscheinend und im Allgemeinen von gelblichgrüner Farbe. 

## Etymologie und Geschichte
Entdeckt wurde Nimit erstmals in Mineralproben aus der kleinen Nickel-Lagerstätte Bon Accord und der Talkgrube Scotia bei Barberton in der südafrikanischen Provinz Mpumalanga. Die Erstbeschreibung erfolgte 1968 durch S. A. Hiemstra und S. A. De Waal, die das Mineral nach dem National Institute of Metallurgy (NIM) in Südafrika benannten.
In einer Anmerkung bei der Vorstellung der neuen Minerale vom Dezember 1969 drückt Michael Fleischer sein Bedauern aus, dass die Autoren nicht den alten Namen Schuchardtit verwendeten, der von mehreren Autoren für synthetische Nickel-Chlorite verwendet wurde. Er weist allerdings auch darauf hin, dass alle verfügbaren Analysen von natürlichem Schuchardit einen Gehalt von Ni < Mg zeigen und empfiehlt daher, diesen Namen nur noch als Synonym zu verwenden.
Nimit wurde während der Gründungsphase der International Mineralogical Association (IMA) erstbeschrieben und hat daher noch keine IMA-Nummer, sondern erhielt zusammen mit anderen Mineralen eine nachträgliche Anerkennung von mehr als 60 % der Kommissionsmitglieder für neue Minerale, Nomenklatur und Klassifikation (CNMNC). In einem zusammenfassenden Report wurde die Anerkennung 1971 publiziert. Infolgedessen wird das Mineral unter der Summenanerkennung „1971 s.p.“ (special procedure) geführt. Die seit 2021 ebenfalls von der IMA/CNMNC anerkannte Kurzbezeichnung (auch Mineral-Symbol) von Nimit lautet „Nim“.
Das Typmaterial des Minerals wird im National Museum of Natural History (NMNH) in Washington, D.C. in den USA unter den Katalognummern 132463B0, 132464A0 und 132465 sowie im Kantonalen Geologiemuseum in Lausanne (MGL) in der Schweiz unter der Katalognummer MGL 90768 aufbewahrt. Der Holotyp des Materials befindet sich möglicherweise im Council for Mineral Technology (CMT) in Randburg (Südafrika).
Bei der Zusammenfassung der Empfehlungen des AIPEA-Nomenklaturausschusses (englisch Summary of recommendations of the AIPEA nomenclature committee) 1980 wird die Definition für das Mineral Nimit nochmals präzisiert und Schuchardtit als nickelhaltige Varietät von Klinochlor diskreditiert:

“Nimite is the preferred term for the trioctahedral chlorite with Ni dominant (Hiemstra & de Waal 1968a). Specimens previously termed schuchardtite have Ni < Mg (Fleischer 1969b) and should be called nickeloan clinochlore. Brindley & De Souza (1975) also have shown that some "schuchardtites" are transitional between chlorite and vermiculite.”

„Nimit ist die bevorzugte Bezeichnung für den trioktaedrischen Chlorit mit dominierendem Ni (Hiemstra & de Waal 1968a). Proben, die früher als Schuchardtit bezeichnet wurden, haben Ni < Mg (Fleischer 1969b) und sollten als nickelhaltige Klinochlore bezeichnet werden. Brindley & De Souza (1975) haben außerdem gezeigt, dass einige „Schuchardtite“ einen Übergang zwischen Chlorit und Vermiculit darstellen.“

## Klassifikation
In der veralteten 8. Auflage der Mineralsystematik nach Strunz war der Nimit noch nicht aufgeführt.
In der zuletzt 2018 überarbeiteten Lapis-Systematik nach Stefan Weiß, die formal auf der alten Systematik von Karl Hugo Strunz in der 8. Auflage basiert, erhielt das Mineral die System- und Mineralnummer VIII/H.23-070. Dies entspricht der Klasse der „Silikate“ und dort der Abteilung „Schichtsilikate“, wo Nimit zusammen mit Baileychlor, Borocookeit, Chamosit, Cookeit, Donbassit, Franklinfurnaceit, Gonyerit, Jadarit, Klinochlor, Manandonit, Pennantit und Sudoit die „Chloritgruppe“ mit der Systemnummer VIII/H.23 bildet.
Die von der International Mineralogical Association (IMA) zuletzt 2009 aktualisierte 9. Auflage der Strunz’schen Mineralsystematik ordnet den Nimit ebenfalls in die Abteilung „Schichtsilikate (Phyllosilikate)“ ein. Diese ist allerdings weiter unterteilt nach der Kristallstruktur. Das Mineral ist hier entsprechend seinem Aufbau in der Unterabteilung „Schichtsilikate (Phyllosilikate) mit Glimmertafeln, zusammengesetzt aus tetraedrischen und oktaedrischen Netzen“ zu finden, wo es zusammen mit Baileychlor, Borocookeit, Chamosit, Cookeit, Donbassit, Franklinfurnaceit, Glagolevit, Gonyerit, Klinochlor, Odinit, Pennantit und Sudoit die „Chloritgruppe“ mit der Systemnummer 9.EC.55 bildet.
In der vorwiegend im englischen Sprachraum gebräuchlichen Systematik der Minerale nach Dana hat Nimit die System- und Mineralnummer 71.04.01.05. Das entspricht der Klasse der „Silikate“ und dort der Abteilung „Schichtsilikatminerale“. Hier findet er sich innerhalb der Unterabteilung „Schichtsilikate: Schichten von sechsgliedrigen Ringen, abwechselnd 1:1, 2:1 und oktaedrisch“ in der „Chloritgruppe (Tri-Dioktaedrisch)“, in der auch Donbassit, Cookeit, Sudoit, Klinochlor, Baileychlor, Chamosit, Pennantit und Borocookeit eingeordnet sind.

## Kristallstruktur
Nimit kristallisiert in der monoklinen Raumgruppe C2/m (Raumgruppen-Nr. 12) mit den Gitterparametern a = 5,32 Å; b = 9,21 Å; c = 14,30 Å und β = 97,1° sowie zwei Formeleinheiten pro Elementarzelle.

## Eigenschaften
Mit einer Mohshärte von 3 gehört Nimit zu den mittelharten Mineralen, dass sich wie das Referenzmineral Calcit (Härte 3) mit einer Kupfermünze ritzen lässt.

## Bildung und Fundorte
Nimit bildete sich sekundär aus nickelhaltigem Serpentinit, vermutlich als Kontaktablagerung entlang der Grenze zwischen Quarzit und einer ultramafischen Intrusion (siehe auch Bushveld-Komplex). Als Begleitminerale können unter anderem Bonaccordit, Millerit, nickelhaltiger Talk, eisenhaltiger Trevorit, Violarit und Willemseit auftreten.
Als seltene Mineralbildung konnte Nimit nur an wenigen Orten nachgewiesen werden, wobei weltweit bisher rund 20 Vorkommen dokumentiert sind (Stand 2024). Seine Typlokalitäten Bon Accord und Scotia bei Barberton sind dabei die bisher einzigen bekannten Fundorte in Südafrika.
In Deutschland konnte das Mineral bisher nur in der ehemaligen Eisenerz-Grube Braunesumpf bei Hüttenrode in Sachsen-Anhalt und in einem Nickelerzvorkommen am Hohberg bei Sohland an der Spree in Sachsen gefunden werden.
Innerhalb von Europa kennt man Nimit noch aus Castagno in der Gemeinde Gambassi Terme (Florenz, Toskana) in Italien, aus mehreren Nickellagerstätten in der Umgebung von Ząbkowice Śląskie (deutsch Frankenstein) in der polnischen Woiwodschaft Niederschlesien, aus Eibenthal und der Manganlagerstätte Tolovanu nahe Iacobeni (Suceava) in Rumänien sowie von einem Pyroxenit-Ausbiss bei Ahníkov in Tschechien.
Weitere bisher bekannte Fundorte sind unter anderem die Smaragdgruben im Wadi Sikait im Gouvernement al-Bahr al-ahmar (deutsch Gouvernement des Roten Meeres) in Ägypten, die Goldfields-Esperance (Siberia-Komplex bzw. englisch Siberia Goldfield) in Westaustralien, die Cu-Ni-PGE-Lagerstätte Broken Hammer im Wisner Township (Ontario) in Kanada, die Erzgrube Guerrero I bei Taxco de Alarcón in Mexiko, im Flusstal des Buruktal bei Swetly in der russischen Oblast Orenburg (Wolga), die Nickelgrube Çaldağ bei Turgutlu in der Türkei sowie einige Gruben und Steinbrüche in verschiedenen Staaten der USA.